# Аніта Борг
Аніта Борг (англ. Anita Borg Naffz; *17 січня 1949, Чикаго — †6 квітня 2003, Сонома, Каліфорнія) — американська науковиця в галузі комп'ютерних технологій та обчислень. Активістка залучення та підтримки жінок в ІТ.

## Життєпис
Народилася в Чикаго, штат Іллінойс, росла спершу в містечку Палатин штату Іллінойс, а потім в Kaneohe на Гаваях і в Мукілтео (Mukilteo), штат Вашингтон.
Борг казала, що вона завжди любила математику та природничі науки, і підкреслювала значення своєї матері в появі цієї зацікавленості.
|  | Моя мати вчила мене, що математика — це весело, і я вважала, що так і повинно бути. |

Аніта Борг здобула ступінь доктора наук (Ph.D.) в області комп'ютерних технологій, що є рідкістю для відносно невеликого числа науковиць.
Ставши доктором комп'ютерних наук в Університеті Нью-Йорка у 1981 році, пропрацювала в кількох комп'ютерних фірмах, а потім провела 12 років у Західній дослідній лабораторії в Digital Equipment Corporation, і консультанткою-інженеркою Лабораторії мережевих систем (Network Systems Laboratory) в Пало-Альто, штат Каліфорнія.
Головний її проєкт — MECCA Communications and Information Systems.
Аніта Борг розробила і запатентувала метод для трасування повної адреси при генерації, використовуваний для аналізу і проєктування високошвидкісних систем пам'яті.
Вона заснувала жіночу технічну конференцію імені Ґрейс Гоппер «Жінки та ІТ» (The Grace Hopper Celebration of Women in Computing).
Аніта Борг померла від раку мозку в 2003 році.

## Інститут Аніти Борг у справах жінок та технологій
ABI, спочатку названий Інститутом у справах жінок і технологій (Institute for Women and Technology (IWT)), був заснований в 1997 році Анітою Борг. Назва була змінена в 2003 році після смерті засновниці.
Інститут був підтриманий і фінансувався компанією Xerox.
Первісними завданнями інституту були три завдання:
- Залучити «нетехнічних» жінок у процес проєктування,
- Залучити більшу кількість жінок, аби вони стали вченими,
- Допомогти промисловості, академічним колам і уряду прискорити ці зміни.

Інститут отримав фінансування в розмірі $ 150 тисяч з боку Xerox і Sun Microsystems, а також персонал і ресурси від Lotus Software (нині підрозділ корпорації IBM), Бостонського університету і Університету Карнегі-Мелона.
Xerox виступав як «інкубатор» для інституту, який у іншому був незалежним.
ABI продовжує зростати рік за роком.
У 2007 в інституті ABI більш ніж удвічі зросла кількість спонсорів (до 14) і число програм по залученню жінок охопило 23 країни світу.

## Особисте життя
Аніта Борг мала сестру. На момент закінчення школи вона була одружена, чоловік був старший за неї на два роки. Про наявність дітей Борг ніколи не повідомляла в інтерв'ю.

## Нагороди та визнання
- У 1999 році президент Білл Клінтон включив Аніту Борг до складу президентської комісії щодо поліпшення становища жінок і меншин в науці, техніці та технології. Їй було доручено розробити рекомендації щодо стратегії країни на збільшення участі жінок.
- У 1995 році Борг отримала нагороду імені Ади Лавлейс від Асоціації для жінок в області обчислювальної техніки за роботи в інтересах жінок в комп'ютерній області.
- У 1996 році увійшла до Асоціації обчислювальної техніки.
- Д-р Борг отримала нагороди і визнання з боку Electronic Frontier Foundation, Скауток США (Girl Scouts of the USA) і була відзначена в журналі Open Computing «Найкращі 100 жінок у галузі обчислювальної техніки».
- У 2002 році відзначена восьмою щорічною премією Хайнц з технології, економіки та зайнятості[5].
- Школа комп'ютерних наук університету Нового Південного Уельсу має премію імені Аніти Борг[6].
- У 2004 році на честь місії Аніти Борг компанія Google створила стипендію[7], за допомогою якої сподіваються спонукати жінок досягати успіху в галузі обчислень і технологій, ставати активними учасниками і лідерами.